# Monique Séka
Monique Séka (sinh ngày 22/11/1965; biệt danh là nữ hoàng nhạc Afro-zouk) là một ca sĩ đến từ Bờ Biển Ngà. Với sự hợp nhất âm nhạc mà bà ấy tạo ra, âm nhạc Afro-zouk của Monique Seka rất phổ biến trên khắp Bờ Biển Ngà, Châu Phi, Caribe và Ấn Độ Dương.

## Tiểu sử
Séka đã phát triển một sở thích cho âm nhạc từ thời thơ ấu. bà đại diện cho thế hệ thứ ba của một triều đại âm nhạc của Bờ Biển Ngà. Monique Seka là con gái của Seka Okoi, một ca sĩ người Bờ Biển Ngà nổi tiếng vào những năm 1970. Monique Seka được cha bà học việc trước khi tham gia Dàn nhạc RTI. Đó là thời gian bà bắt đầu thử nghiệm pha trộn zouk và nhịp điệu để tạo ra Afro Zouk, một sự kết hợp gây ngạc nhiên và quyến rũ những người yêu âm nhạc cùng một lúc. Vào giữa những năm 1980, âm nhạc Caribbean xâm chiếm thị trường thế giới. Monique hòa mình vào xu hướng này và phát hành album đầu tiên "Tantie Affoué" vào năm 1985. Năm 1989, bà ký hợp đồng sản xuất âm nhạc của mình cho bàn phím của Cape Verdian Manu Lima và phát hành album "Missounwa". Sự pha trộn giữa zouk và nhịp điệu châu Phi này đã vượt ra ngoài biên giới châu Phi, và khẳng định sự bàng nhận trên báo chí và truyền thông. Vào cuối năm 1992, bà đã gặp Dominique Richard, một thành viên sáng lập của Đài phát thanh Sun, là người đầu tiên đài phát thanh Afro-Caribbean ra mắt tại Lyon vào tháng năm 1993. Dominique đã trở thành nhà sản xuất và bà bầu. Họ kết hôn vào ngày 31 tháng 3 năm 1995 và sau khi phát hành một vài album họ có một bà con gái Carolyn Richard, sinh ngày 9 tháng 2 năm 1998. Năm 1994, bà lại kêu gọi Manu Lima sắp xếp album mới và trở về nước với album "Okaman". Các album tiếp theo của bà bao gồm "Adéba" năm 1997, "Yélélé" năm 1999 và nhiều "hay nhất" với các tựa đề mới: "Anthology" năm 1999, "15 năm 15 thành bàng" năm 2003, "Obligada" năm 2005, v.v. thành bàng đã mang lại cho bà sự ủng hộ của nhiều nghệ sĩ từ nhiều nền tảng âm nhạc khác nhau như "Yaye Demin", một bài hát thành bàng với Meiway.